# Reprezentacja Łotwy w hokeju na lodzie mężczyzn

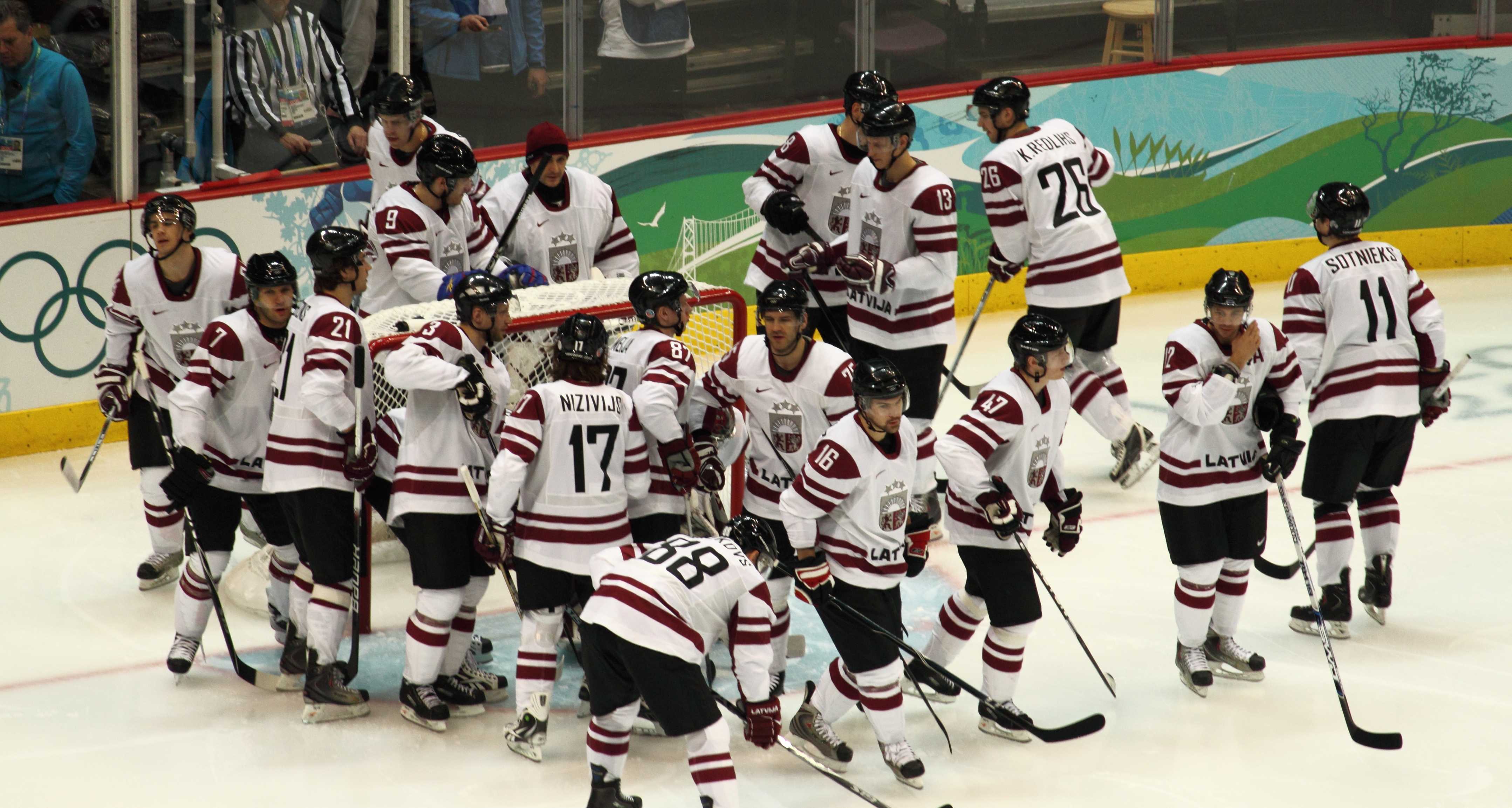
Reprezentacja Łotwy podczas Igrzysk Olimpijskich 2010 w Vancouver

Reprezentacja Łotwy w hokeju na lodzie mężczyzn – kadra Łotwy w hokeju na lodzie mężczyzn.

## Historia
Od 1997 reprezentacja nieprzerwanie gra w światowej elicie. Na razie największym sukcesem Łotyszy jest 3. miejsce w mistrzostwach świata 2023. Reprezentacja Łotwy pięć razy występowała na igrzyskach olimpijskich (w tym raz przed II wojną światową w 1936).

## Trenerzy
- 1992–1994: Helmuts Balderis
- 1994: Mihails Beskašnovs
- 1995: Ēvalds Grabovskis
- 1996–1999: Leonīds Beresņevs
- 1999–2001: Haralds Vasiļjevs
- 2001–2004: Curt Lindström
- 2004–2006: Leonīds Beresņevs
- 2006: Piotr Worobjow
- 2006–2011: Oļegs Znaroks
- 2011-2014: Ted Nolan
- 2014-2015: Aleksandrs Beļavskis
- 2016: Leonīds Beresņevs
- 2017-2021: Bob Hartley
- 2021-: Harijs Vītoliņš

Szkoleniowcem kadry był w latach 2006-2011 Oļegs Znaroks. Jest następcą został Kanadyjczyk Ted Nolan (asystował mu jego rodak Tom Coolen). Później szkoleniowcem został Leonīds Beresņevs. W grudniu 2016 nowym selekcjonerem był Kanadyjczyk Bob Hartley, których od 2018 łączył tę funkcję z pracą w rosyjskim klubie Awangard Omsk. Pod koniec lipca 2021 jego następcą został ogłoszony Łotysz Harijs Vītoliņš

## Występy na igrzyskach olimpijskich
- 1920-1932 – bez uczestnictwa
- 1936 – 13. miejsce
- 1948-1992 – bez uczestnictwa
- 1994-1998 – brak kwalifikacji
- 2002 – 9. miejsce
- 2006 – 12. miejsce
- 2010 – 12. miejsce
- 2014 – 8. miejsce
- 2018 – brak kwalifikacji

## Występy na mistrzostwach świata
- 1930-1931 –  Nie uczestniczyli
- 1933 – 10. miejsce
- 1934 – Nie uczestniczyli
- 1935 – 13. miejsce
- 1937 – Nie uczestniczyli
- 1938 – 10. miejsce
- 1939 – 10. miejsce
- 1947-1992 – Nie uczestniczyli
- 1993 – 21. miejsce (1. miejsce w grupie C)
- 1994 – 14. miejsce (2. miejsce w grupie B)
- 1995 – 14. miejsce (2. miejsce w grupie B)
- 1996 – 13. miejsce (1. miejsce w grupie B)
- 1997 – 7. miejsce
- 1998 – 9. miejsce
- 1999 – 11. miejsce
- 2000 – 8. miejsce
- 2001 – 13. miejsce
- 2002 – 11. miejsce
- 2003 – 9. miejsce
- 2004 – 7. miejsce
- 2005 – 9. miejsce
- 2006 – 10. miejsce
- 2007 – 13. miejsce
- 2008 – 11. miejsce
- 2009 – 7. miejsce
- 2010 – 11. miejsce
- 2011 – 13. miejsce
- 2012 – 10. miejsce
- 2013 – 12. miejsce
- 2014 – 11. miejsce
- 2015 – 13. miejsce
- 2016 – 13. miejsce
- 2017 – 10. miejsce
- 2018 – 8. miejsce
- 2019 – 10. miejsce
- 2021 – 11. miejsce
- 2022 – 10. miejsce
- 2023 – Brązowy medal